# NGC 4454
NGC 4454 é uma galáxia espiral barrada (SB0-a) localizada na direcção da constelação de Virgo. Possui uma declinação de -01° 56' 20" e uma ascensão recta de 12 horas, 28 minutos e 50,6 segundos.
A galáxia NGC 4454 foi descoberta em 17 de Abril de 1784 por William Herschel.